# Castille-La Manche
Pour les articles homonymes, voir Castille (homonymie).

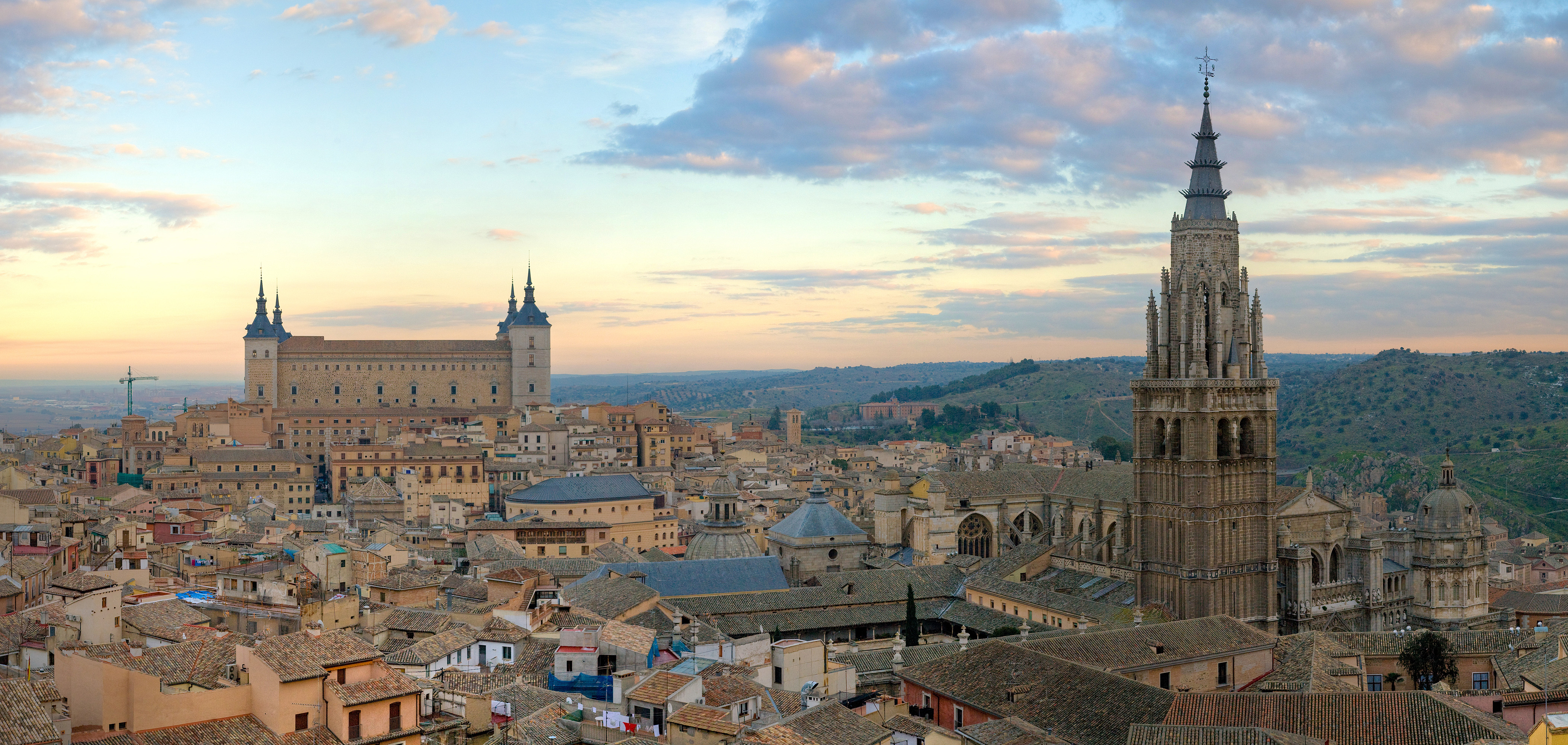
Tolède.

Castille-La Manche (en espagnol : Castilla-La Mancha) est une région de l'Espagne, au centre du pays, et une des 17 communautés autonomes d'Espagne. C'est l'héritière de la région historique de Nouvelle-Castille (Castilla la Nueva), dont a été extraite la province de Madrid devenue une communauté propre, séparée de Castille-La Manche, après la division territoriale de l'Espagne mise en place conformément à la Constitution de 1978. En revanche la province d'Albacete, qui appartenait historiquement à la région de Murcie, lui a été attribuée. Sa partie Sud est constituée par la province historique de La Manche, qui lui a donné une partie de son nom.
Elle est limitrophe des communautés autonomes de : Castille-et-León, Madrid, Aragon, Valence, Murcie, Andalousie et Estrémadure.
Elle est composée des cinq provinces : d'Albacete, de Ciudad Real, de Cuenca, de Guadalajara et de Tolède.
Sa capitale est Tolède. Sa ville la plus peuplée est Albacete.

## Géographie
Son paysage est dominé d'une part par de longues plaines et de l'autre par un alignement de montagnes délimitant l'occupation qu'en ont fait les humains. En effet, plusieurs villes d'importance sont situées dans les plaines de la Meseta centrale, encerclées par les massifs du Système central au nord, du Système ibérique au nord-est ainsi que des monts de Tolède et de sierra Morena au sud (quoique ce dernier système montagneux est autant sinon plus associé à l'Andalousie).

## Histoire
Cette communauté autonome est une réalité politique et administrative récente. Cependant, depuis l'Antiquité, de nombreux peuples ont laissé une trace dans cette région.
Vers le IVe siècle av. J.-C., les Ibères et les Celtibères vivaient déjà sur ce territoire. Vers la fin du IIe siècle av. J.-C., les historiens font état d'incursions de Romains qui s'installent dans la région. Avec la décadence de l'Empire romain, diverses tribus germaniques pénètrent dans la péninsule et les Wisigoths occupent ces terres, choisissant Tolède pour capitale politique et religieuse.
En 711, les Arabes conquièrent la péninsule et entament ainsi une large période de coexistence et de superposition de cultures, religions et langues. Après la désintégration au début du XIe siècle (1031) du califat de Cordoue, surgissent dans la péninsule plusieurs royaumes de taïfas, parmi lesquels se détache le royaume médiéval de Tolède, dont le territoire coïncide en grande partie avec l'actuelle Castille-La Manche.
Le règne de ces taïfas connut un important essor artistique et culturel, mais leur faiblesse politique les rendît plus vulnérables face aux royaumes chrétiens, qui avançaient lentement depuis le Nord, conquérant les principales villes et territoires sous le pouvoir musulman ; Alphonse VI prit Tolède en 1085, une des villes les plus importantes d'Al Andalous ; Alphonse VIII prit la ville de Cuenca en 1177, Alphonse X fonda Villa Real en 1255 qui devint par la suite Ciudad Real. De nombreux châteaux et forteresses rappellent que ce territoire médiéval a pendant longtemps constitué une frontière disputée entre chrétiens et musulmans.
Dans ce processus militaire, la Couronne bénéficiait de l'aide des ordres militaires qui, en échange du paiement de leurs services, se voyaient octroyer des territoires très étendus, devenant ainsi de puissants seigneurs.
Au xvie siècle, cette région connut un essor démographique et agricole que fit notamment diminuer pour le siècle suivant la peste, les famines et l'émigration.[pas clair]
Au XVIIIe siècle, on assista également à un essor démographique accompagné de l'extension générale de l'agriculture.
Les crises successives de la Monarchie, l'étape de la dictature de Primo de Rivera et l'avènement de la IIe République furent vécues dans la région avec une intensité comparable aux autres territoires espagnols. Les décennies qui ont suivi la guerre civile furent marquées par une émigration massive vers les centres urbains des autres régions et à l'étranger. Dans les années 1950 et 1960, plus de 500 000 personnes émigrèrent ainsi majoritairement vers Madrid, Valence et la Catalogne.
La promulgation de la Constitution espagnole de 1978 et la création de l'État des Autonomies sont le point de départ pour une nouvelle ère d'organisation politique.
Le statut actuel de la communauté autonome de Castille-La Manche date de 1982. José Bono Martínez, membre du Parti socialiste ouvrier espagnol (PSOE) a été président de la junte de cette région de 1983 à 2004, année où il céda son poste à José María Barreda Fontes pour devenir ministre de la Défense.
Lors des élections du 22 mai 2011, le Parti populaire obtient 25 sièges aux Cortes de Castille-La Manche contre 24 pour le PSOE. En raison de cette nouvelle majorité, María Dolores de Cospedal devient la nouvelle présidente de la communauté le 21 juin suivant.
En 2015, la gauche retrouve la majorité absolue et le socialiste Emiliano García-Page prend la direction de l'exécutif régional.

## Culture
Le réalisateur de cinéma Pedro Almodóvar est originaire de la province de Ciudad Real.
La romancière et animatrice TV Christine Bravo est originaire de la province de Castille-La Manche. Elle a notamment écrit L’Adieu à Tolède paru chez Flammarion.

### Architecture
L'art architectural a laissé de magnifiques monuments en Castille-La Manche au fil de l'histoire. Ceux-ci résultent des peuples et de leurs cultures qui ont habité la province actuelle.
À l’époque romaine, plusieurs monuments se distinguent comme le cirque romain de Tolède datant du Ier siècle, ou la ville de Segóbriga située dans la province de Cuenca. Plus tard, la culture wisigothe a aussi laissé ses traces architecturales avec la Basilique de Cabeza de Griego (Cuenca), et l'église de San Pedro de la Mata située dans la commune de Sonseca (province de Tolède).
L'importance de la ville (et capitale) de Tolède durant la période du haut Moyen Âge se voit à travers de nombreux monuments, qui sont encore présents aujourd'hui. Par exemple, il y a l'église Santa María de Melque qui est également près du village de La Puebla de Montalbán (province de Tolède) où se situent les mosquées de La Tornerías, la mosquée Bab al-Mardum devenue par la suite l'Église del Cristo de la Luz. De plus, il est important de mentionner l'influence des Mudéjars, qui ont adopté le style des Almohades, qui ont construit la Synagogue de Santa María La Blanca de Tolède (ville) possédant des influences architecturales de trois cultures médiévales espagnoles, et la Synagogue El Tránsito de Tolède (ville). D'autres œuvres architecturales des Mudéjars se retrouvent dans la province de Ciudad Real comme la porte de Tolède et l’Église de Santiago.